# NScripter2
NScripter2（エヌスクリプターツー）は、高橋直樹が開発・公開しているNScripterの後継スクリプトエンジンである。動作環境はWindows。

## 概要
開発コンセプトはNScripterから受け継がれている。商業作品レベルの高機能、動作の安定性、開発の容易さを維持しつつ、内部構造が一新され、最新世代のスクリプトエンジンに相応しいパフォーマンスを獲得している。
また、エンジン部にスクリプト言語としてLuaが導入されており、従来のNScripterでは不可能だった、エンジンの振る舞いを自由に改変できる柔軟性を獲得している。
2009年9月に、SundayGameEngineとして試作版が公開された。以後、中間バージョンが公開される事は無かったが、開発は続けられ2012年8月31日に、正式なベータ版が公開された。なお、エンジンとしては既に完成されているが、各種ドキュメントやサンプルコードが未整備な段階のためベータ扱いとなっている。商業作品第1作としては、Touchableより発売された「触装天使セリカ2」に利用されている。

## 特徴
グラフィックの描画がDirectXに全面移行し、ピクセルシェーダーを使用したエフェクトの使用が可能になるなど、性能が大幅に向上している。また、従来のNScripterの弱点の1つだった、フォントの出力に関する機能も大きく強化されるなど、演出面での性能が非常に高まっている。加えて、機能拡張用プラグインの制作が容易となっており、従来より深いレベルからエンジン本体の動作を改変する事が可能となっている。
エンジン自体の構成は、C++言語により構築された基盤層、Lua言語により実装された中間API層、さらに初心者向けのBASIC言語層の3階層に分離されている。
プログラミング言語に習熟していない一般利用者でも、初心者向けのBASIC風言語を利用し内蔵APIを呼び出す事によって、比較的容易に高度なアドベンチャーゲーム、ノベルゲームを構築する事が可能とされている。なおそのBASIC言語の文法は現代的な物に再設計されており、配列や構造体の取り扱いも可能となるなど、機能は大幅に向上している。
プログラマであればLuaにより様々なAPIを自作したり、エンジンの振る舞い自体を改変する事が可能となっている。また、NScripter2は、本来、このLua層のみでゲームの構築が可能となっており、エンジンのパフォーマンスを最も高い効率で引き出す事が出来る手法となる。
コンピュータ言語に習熟した利用者は、CおよびC++言語を利用したNScripter2用の拡張プラグインを制作し、本体の機能を自由に拡張する事も可能となっている。
また、将来的な機能の拡張として、Direct3Dに対応した3D描画機能の搭載が言及されており、前述のSundayGameEngineには、そのためのデモも収録されていた。

## 利用の手引き
NScripter2は、2012年9月現在、エンジン本体と必要最低限のドキュメントのみが公開された段階にある。サンプルコードも少なく、エンジン上で動作するアドベンチャーゲームのフレームワーク等も搭載されていない。
そのため、ゲームの制作にあたっては、付属ドキュメントを参照しながら、それら機能を利用者自身が1から構築していく必要があるなど、比較的ハードルが高い状態となっている。これに対しては、制作者より将来的なゲーム用のフレームワークの搭載、および、より平易な初心者用マニュアルの提供が予定されている。

## ライセンス
基本的に、NScripterと同一のライセンス条件が適用されている。
同人および非商用作品での使用は「無料」。商業流通作品への使用は、別途「ライセンス料」が発生するが、それに応じたサポートが受けられる。